# (100795) 1998 FS76
(100795) 1998 FS76 es un asteroide perteneciente al cinturón de asteroides descubierto el 24 de marzo de 1998 por el equipo del Lincoln Near-Earth Asteroid Research desde el Laboratorio Lincoln, Socorro, Nuevo México, Estados Unidos.

## Designación y nombre
Designado provisionalmente como 1998 FS76.

## Características orbitales
1998 FS76 está situado a una distancia media del Sol de 2,328 ua, pudiendo alejarse hasta 2,776 ua y acercarse hasta 1,880 ua. Su excentricidad es 0,192 y la inclinación orbital 7,957 grados. Emplea 1297,58 días en completar una órbita alrededor del Sol.

## Características físicas
La magnitud absoluta de 1998 FS76 es 16,4. Tiene 2,324 km de diámetro y su albedo se estima en 0,09. 